# Ledava
Lédava (nemško Limbach, madžarsko Lendva) je reka v severovzhodni Sloveniji in sosednji Avstriji, levi pritok Mure. Izvira pri vasi Pichla na avstrijskem Štajerskem, po nekaj kilometrih priteče v Slovenijo, teče proti jugu do umetnega Ledavskega jezera, nato zavije proti jugovzhodu in teče ves čas po severnem delu Murske ravnine. V spodnjem toku je mejna reka med Slovenijo in Madžarsko, nato pa se na najvzhodnejši točki Slovenije, slovensko-hrvaško-madžarski tromeji, izliva v Muro.
Ledava ima izrazito asimetrično porečje: z desne strani sta edina pritoka Črnec in Kopica, z leve pa se vanjo stekajo Klavžni potok (nemško Klausenbach) v avstrijskem Grabenlandu ter številni pritoki z Goričkega, mdr. Lukaj, Grački potok, Bodonski potok, Brezovski potok, Mačkovski potok, Martjanski potok, Lipnica, Kobiljski potok in tik pred izlivom še Velika Krka (madžarsko Nagy-Kerka).
Kot nižinski vodotok ima večino časa počasen tok in zlasti poleti majhen pretok. Zaradi tega in skoraj v celoti močno preoblikovane umetne struge spada med dokaj onesnažene in ekološko prizadete vodotoke. Obsežen del poplavne ravnice med desnim bregom Ledave in Muro je pomemben habitat za črno štorkljo, srednjega detla in belovratega muharja in je vključen v evropsko omrežje Natura 2000, katere namen je ohranitev biotske raznovrstnosti.

## Opis reke
Ledava izvira kot majhen potok pri vasi Pichla na avstrijskem Štajerskem in teče po ozki dolini (nemško Pichlagraben) med gričevjem proti jugovzhodu. Pod vasjo Kapfenstein se dolina nekoliko razširi in potok teče med polji in travniki naprej mimo Nove Štifte (nemško Neustift bei Kapfenstein) do Strgarjevega (nemško Kalch) tik ob avstrijsko-slovenski meji, kjer dobi z leve prvi večji pritok Klavžni potok (nemško Klausenbach). Tu se značaj doline povsem spremeni, saj Ledava vstopi v ozko, poldrugi kilometer dolgo sotesko, v kateri se je prebila skozi ozek pas metamorfoziranih paleozojskih skrilavcev, ki se zaradi večje odpornosti proti eroziji kot nekoliko višji otok dvigajo nad okoliško gričevje (najvišji je Sotinski breg, 418 m; vzhodno od soteske). Pri Sotini se dolina ponovno razširi in Ledava teče po njej proti jugu mimo Rogašovec in Sv. Jurija, sprva po naravni, od Sv. Jurija dalje po regulirani strugi proti Ledavskemu jezeru. Pred izlivom v jezero teče po mokrotnem dolinskem dnu, kjer se mu z leve pridruži pritok Lukaj, v jezero pa se steka po skoraj kilometer dolgem, nizkem in z bujnim rastjem poraščenem naravnem nasipu.
Umetno Ledavsko jezero je nastalo za leta 1978 zgrajeno pregrado in naj bi služilo varovanju pred poplavami in za umetno namakanje, zdaj je zelo pomembno tudi zaradi bogatih mokriščnih habitatov in ptičjega sveta. Dolvodno od jezera pa vse do malo pred izlivom v Muro je reka v celoti regulirana in spremenjena v enoličen odtočni kanal, ki se vije po ravnini med obsežnimi njivskimi površinami. Močno nasipanje Mure v zadnji ledeni dobi je Ledavo potisnilo proti severu, tako da mora teči skoraj povsem vzporedno z Muro več kot 50 km daleč blizu vznožja gričevnatega Goričkega. Z ravnine na desnem bregu, zgrajene iz rečnih naplavin Mure, na celotnem odseku ne dobi nobenega večjega pritoka, z izjemo Črnca in Kopice dolvodno od Lendave. Nasprotno pa dobiva z Goričkega celo vrsto majhnih potokov, ki so v spodnjem toku prav tako večinoma regulirani, mdr. Grački potok, Brezovski potok, Mačkovski potok, Martjanski potok, Lipnica in Kobiljski potok. Široko dolinsko dno je večinoma intenzivno obdelano, zaradi nekdanjih poplav pa je večina naselij nekoliko odmaknjena od reke.
V srednjem toku teče skozi severni del Murske Sobote, tik pred mestom pa se od nje odcepi 7,6 km dolg razbremenilni kanal (zgrajen 1948−1958), namenjen odvajanju presežkov vode naravnost v Muro. Svoj tok nadaljuje reka mimo Turnišča, od tu naprej pa postaja dolinsko dno vse bolj mokrotno in malo nad pomursko avtocesto vstopi v Črni log, obsežno območje ravninskega gozda na mokrotni naplavni ravnici ob Ledavi in pritokih. Pri Lendavi se povsem približa gričevnatim Lendavskim goricam, nato pa se obrne proti jugovzhodu in dolvodno od Pinc tvori državno mejo z Madžarsko. Ta del ravnine je mokroten in poraščen z gozdom (Murska šuma) in travniki. Z leve strani sprejme še svoj največji pritok Veliko Krko (madžarsko Nagy-Kerka) in se le malo naprej, na najvzhodnejši točki Slovenije, izliva v Muro.
Težko je enoznačno odgovoriti na vprašanje, ali je Ledava desni pritok Velike Krke ali pa se Ledava izliva v Veliko Krko in ta kot levi pritok v Muro. V takšnih primerih se kot glavni vodotok upošteva daljša in večja reka, kar je v tem primeru Ledava, vendar pa vprašanje ni tako preprosto in bi ga bilo treba še podrobneje raziskati; problem je še nekoliko zanimivejši, ker po zadnjih nekaj kilometrih Ledave poteka slovensko-madžarska državna meja.
Po uradnih podatkih ARSO je Ledava levi pritok Mure, kar je jasno razvidno iz seznama in opisa t. i. površinskih vodnih teles v Sloveniji: odsek Ledave od Ledavskega jezera do sotočja z Veliko Krko ima šifro SI442VT91, odsek z imenom VT Ledava mejni odsek pa SI442VT92.. Tudi na jožefinskem vojaškem zemljevidu iz druge polovice 18. stoletja je jasno zarisano, da je Ledava večji vodotok in da se manjša Krka jugozahodno od vasi Dobri izliva vanjo kot levi pritok (približno, kjer avtocesta danes prečka Veliko Krko), vendar pa je v opisu drugače pojasnjeno: »Za krajem Dobri, kjer se Ledava izteka v Krko, prva izgubi svoje ime; Krka je potem 15 sežnjev široka, 3½ čevlja globoka, dno je močvirno, bregova ravna.« Nekateri drugi viri, tako starejši kot novejši, nasprotno trdijo, da je Ledava pritok Velike Krke. A. Melik piše v svoji monografiji o Sloveniji, da »Ledava teče od tod (od Cankove, op. p.) vzporedno z glavno reko, se pravzaprav celo oddaljuje od nje ter se končno izteka v Krko, prihajajoč potemtakem šele posredno v Muro.« 
Tudi v Enciklopediji Slovenije je zapisano, da »se [Ledava] izliva vzhodno od Lendave v Krko«, prav tako izrecno v publikaciji ob 10-letnici slovensko-madžarskega sporazuma o upravljanju voda: »Potok Ledava je desni pritok Velike Krke, vanjo se izliva na območju naselja Szemenyecsörnye.« Nekateri viri navajajo, da se je Ledava nekoč izlivala v Muro, nato pa naj bi jo okrog leta 1850 zaradi zmanjšanja poplav speljali po umetni strugi v Krko. Možno je, da ta podatek ni povsem točen, saj je na jožefinskem vojaškem zemljevidu iz druge polovice 18. stoletja jasno vidno, da se je Velika Krka že takrat izlivala v Ledavo.

## Hidronim in etimologija
Jezikoslovci menijo, da je možno izvor imena reke iskati v dveh smereh: lahko bi nastalo iz nemškega osebnega imena Lindolf (Lindolfesbach = Lindolfova voda) ali pa iz nemškega imena Lindach (iz srednjevisokonemških besed Linde = lipa + Ache = voda). Po tem mnenju naj bi ime prvotno pomenilo lipova voda (= voda, ob kateri rastejo lipe). Nemško ime reke (Limbach) naj bi nastalo naknadno z zamenjavo drugega člena imena s sopomenko Bach = potok.
V starejših virih se ime reke pojavlja v različnih oblikah, med drugim kot Lyndwa (1208), Lindua (1213, 1366), Lyndua (1232) in Lendua (1346).

## Hidrogeografija
Pred obsežnimi regulacijami, ki so povsem spremenile podobo reke, je bila Ledava v večjem delu toka značilna nižinska reka z zelo majhnim strmcem in počasnim tokom. Zaradi pretežno ilovnatih naplavin je bila njena naplavna ravnica vedno mokrotna in izpostavljena poplavam, prav tako ob njenih pritokih z Goričkega, zato so se naselja razvrstila nekoliko vstran od nje, izven dosega pogostih poplav.
Ledava ima neznačilen snežno-dežni režim s prvim viškom v decembru in drugim viškom v marcu ter izrazitim nižkom v poletnih mesecih, ki ga precej ublaži zadrževanje vode v Ledavskem jezeru; kljub temu se je avgusta 2012 zgodilo, da je reka na nekaterih odsekih presahnila. Pred izgradnjo zadrževalnika je imela v poletnih mesecih še manj vode, saj ima zaradi gričevnatega površja in razmeroma položnih pobočij zelo nizek specifični odtok (5,8 l/s/km2; vodomerna postaja Čentiba) in odtočni količnik (21,6 %; vodomerna postaja Čentiba). Z vidika možnosti pridobivanja vode iz Ledave za umetno namakanje je neugoden trend zmanjševanja pretokov; v obdobju 1971–2000 je znašal povprečni pretok na vodomerni postaji v Čentibi še 4,91 m3/s.
Zaradi zadrževanja vode v jezeru so se precej spremenili tudi značilni pretoki Ledave: na vodomerni postaji Čentiba so v obdobju 1981–2010 izmerili najnižji pretok 0,145 m3/s (30. 8. 2003; v obdobju 1971–2000 0,46 m3/s); največji pretok v istem obdobju so zabeležili 19. septembra 2010 (90,6 m3/s), ki pa ga je presegel izmerjeni pretok ob neurju 16. julija 1972 (112 m3/s).
Na opozorilni karti poplav Agencije Republike Slovenije za okolje (ARSO) je velik del naplavnih ravnic ob Ledavi (razen dolvodno od Ledavskega jezera) in ob spodnjem toku goričanskih pritokov označen kot poplavno območje zelo redkih poplav v skupni velikosti okoli 100 km2. V zadnjih desetletjih se sicer pojavljajo le manj obsežne poplave, vendar pa je bilo nekoč povsem drugače: »Tudi Ledava, ki je normalno prav skromen potok, v povodnji silno naraste, saj se izliva vanjo voda domala z vsega Goričkega, ter se razlije na obe strani. V času prav velikih povodnji seže ledavska voda silno na široko in ravan se skrije v umazano rjavi poplavi, v kateri zlasti iz blata zgrajene hiše mnogo trpe.«
Najhujša poplava v porečju Ledave se je zgodila zaradi silovitega deževja v noči z 11. na 12. november 1925, ko so poplavne vode sredi noči nenadoma zalile tudi Mursko Soboto. Voda je v mestu segla do 2 m visoko in poškodovala več kot polovico od takratnih 150 hiš. Ljudje so se zatekli v železniške vagone na postaji, v poplavnih vodah sta umrla dva človeka in veliko živine.
Pozitiven učinek zadrževanja vode v Ledavskem jezeru se je pokazal ob poplavah 18. in 19. septembra 2010. Ledava je 19. septembra dosegla na vodomerni postaji Čentiba največji pretok 90,6 m3/s, kar je ustrezalo 25–50-letnim poplavnim vodam. Brez zadrževanja presežkov vode bi bil pretok bistveno večji in bi se voda verjetno razlila po veliko večji površini. Kljub temu in drugim vodogradbenim ukrepom naplavne ravnice ob Ledavi in pritokih niso povsem varne pred poplavami, k spremenjenim vodnim razmeram svoje prispeva tudi obsežna mreža osuševalnih kanalov in jarkov.

## Kakovost vode
Kot nižinski vodotok ima Ledava večino časa počasen tok in zlasti poleti majhen pretok ter skoraj v celoti močno preoblikovano umetno strugo, zato spada med precej onesnažene in ekološko prizadete vodotoke. Uradni podatki ARSO sicer kažejo, da je Ledava v večjem delu toka v dobrem kemijskem ter zmerno dobrem do dobrem ekološkem stanju, vendar je to še daleč od t. i. dobrega okoljskega stanja, ki ga mora Slovenija kmalu doseči v skladu z evropsko direktivo o vodah. Zaradi obsežnih njivskih površin v neposredni bližini struge je precej obremenjena tudi z ostanki pesticidov in herbicidov ter z različnimi organskimi odpadki. Razmere so najslabše poleti, ko svoje prispevajo še visoke temperature vode, zaradi česar prihaja celo do pomanjkanja kisika v vodi in posledično do poginov rib (poleti 2012 je na nekaterih odsekih Ledava tudi presahnila).

## Ljudje in reka
Ledava je eden najbolj temeljito preoblikovanih vodotokov v Sloveniji. Bolj ali manj naravna struga je ohranjena samo v kratki soteski nad Nuskovo, v ostalem toku je večinoma spremenjena v umetni odtočni kanal s trapezastim prečnim profilom, marsikje brez kakršnekoli obrežne vegetacije in naravnih oblik v strugi. Takšni posegi so močno prizadeli tudi živi svet v njej, ki je zaradi spremenjene morfologije struge in dolgoletne onesnaženosti močno osiromašen. Glavna razloga za tako obsežne posege sta bila pridobivanje novih kmetijskih zemljišč in zaščita teh zemljišč ter bližnjih naselij pred poplavami.
Prve večje posege v Ledavo so izvedli že sredi 19. stoletja v spodnjem toku, ko so še v tedanji Ogrski okrog 1850 speljali reko v umetni kanal vse od izpod Murske Sobote do Krke (madž. Adovány árok ali Adovány csatorna). Mogoče so takrat tudi preusmerili Ledavo v Krko. Leta 1901 so v Lendavi ustanovili Družbo za odvajanje visokih voda s kmetijskih površin ob Ledavi, ki naj bi skrbela za vzdrževanje kanala in urejanje njegovih pritokov. Leta 1907 so dobili dovoljenje za ureditev vodotokov in izsuševanje močvirnih površin, vendar je kmalu po začetku del izbruhnila prva svetovna vojna in dela so bila prekinjena.
Naslednji velik poseg v Ledavo je bila izgradnja 7,5 km dolgega razbremenilnika Ledava–Mura tik zahodno od Murske Sobote (1948–58), kasneje pa še izgradnja protipoplavnih zadrževalnikov: najprej je bilo ob zgornjem toku zgrajeno Ledavsko jezero s prostornino 5,6 milijonov m3 z namenom zmanjševanja poplavne konice, v letih 1980–83 na srednjem toku še suhi zadrževalnik Radmožanci s prostornino 6,3 milijonov m3, do leta 1985 so dokončali tudi dela na odseku Rakičan–Renkovci. S temi ukrepi naj bi trajno odpravili nevarnost večjih poplav ob Ledavi, vendar popolne varnosti pred poplavami enostavno ni mogoče zagotoviti.
Čeprav je nekoč Ledava ogrožala okolico s poplavami, je bila hkrati pomemben vir energije. Po urbarju iz leta 1524 je bilo ob Ledavi med vasema Ivanci in Dolina pri Lendavi kar 20 mlinov. Mlini so bili tudi ob zgornjem toku, delno je še ohranjen Fartekov mlin v Serdici, vendar ne deluje več. V Lendavi sta bila nekoč na Ledavi dva mlina v lasti družine Bánffyi, v Ivancih je nekoč deloval še lepo ohranjen Šadlov mlin.

## Varstvo narave
Zaradi velikih posegov v strugo Ledave ter obsežnih melioracij ob srednjem in deloma spodnjem toku je nekdanji rastlinski in živalski svet ob vodotoku povsem spremenjen. Nekdanji mokrotni travniki so spremenjeni v obsežne njivske površine, današnja umetna struga nikakor ne premore tolikšne biološke pestrosti kot jo je imela nekdanja vijugasta, z obvodnim rastlinjem zaraščena reka. Kljub tolikšnim spremembam se je v Ledavi in njenih pritokih ponovno razširila vidra (Lutra lutra).
V poplavni ravnici ob Ledavi se je kljub pretekli kolonizaciji in obsežnim melioracijam do danes ohranilo nekaj obsežnejših kompleksov nižinskih poplavnih gozdov, med katerimi so največji Hraščica pri Renkovcih, Dobrovniški log med Radmožanci in Nedelico, Črni log nad Lendavo in Murska šuma ob spodnjem toku Ledave. Velik del slednje med desnim bregom Ledave in Muro je vključen v območje Natura 2000, naknadno so v Naturo 2000 vključili še Dobrovniški log in Črni log, ki sta pomembna habitata za črno štorkljo (Ciconia nigra), srednjega detla (Dendrocopos medius) in belovratega muharja (Ficedula albicollis).
Biološke raziskave kažejo, da veliki posegi v strugo Ledave kljub vsemu niso bistveno zmanjšali števila ribjih vrst v reki, močno pa se je zmanjšalo število osebkov iste vrste. V letih po preureditvi struge so namreč naravni procesi do neke mere zmanjšali enoličnost grajene struge, saj reka prenaša in odlaga fino plavje, tako da ob nizkem vodostaju vodni tok že rahlo vijuga med nanosi plavja ob obeh bregovih. Med raziskavo julija 2012 so ugotovili, da živi v Ledavi 33 ribjih vrst, od tega 30 avtohtonih (domačih) in tri tujerodne (rjavi somič, sončni ostriž in srebrni koreselj). Med avtohtonimi vrstami jih je kar 18 na Rdečem seznamu ogroženih vrst IUCN, mdr. mrena (Barbus barbus), podust (Chondrostoma nasus), pezdirk (Rhodeus amarus), klen (Squalius cephalus), ogrica (Vimba vimba), smuč (Sander lucioperca) idr.